# Canal Intracostero del Atlántico

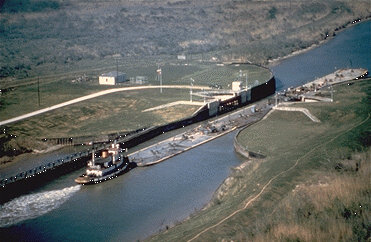
Remolcador y barcaza en el Gulf Intracoastal Waterway (Canal Intracostero del Golfo).

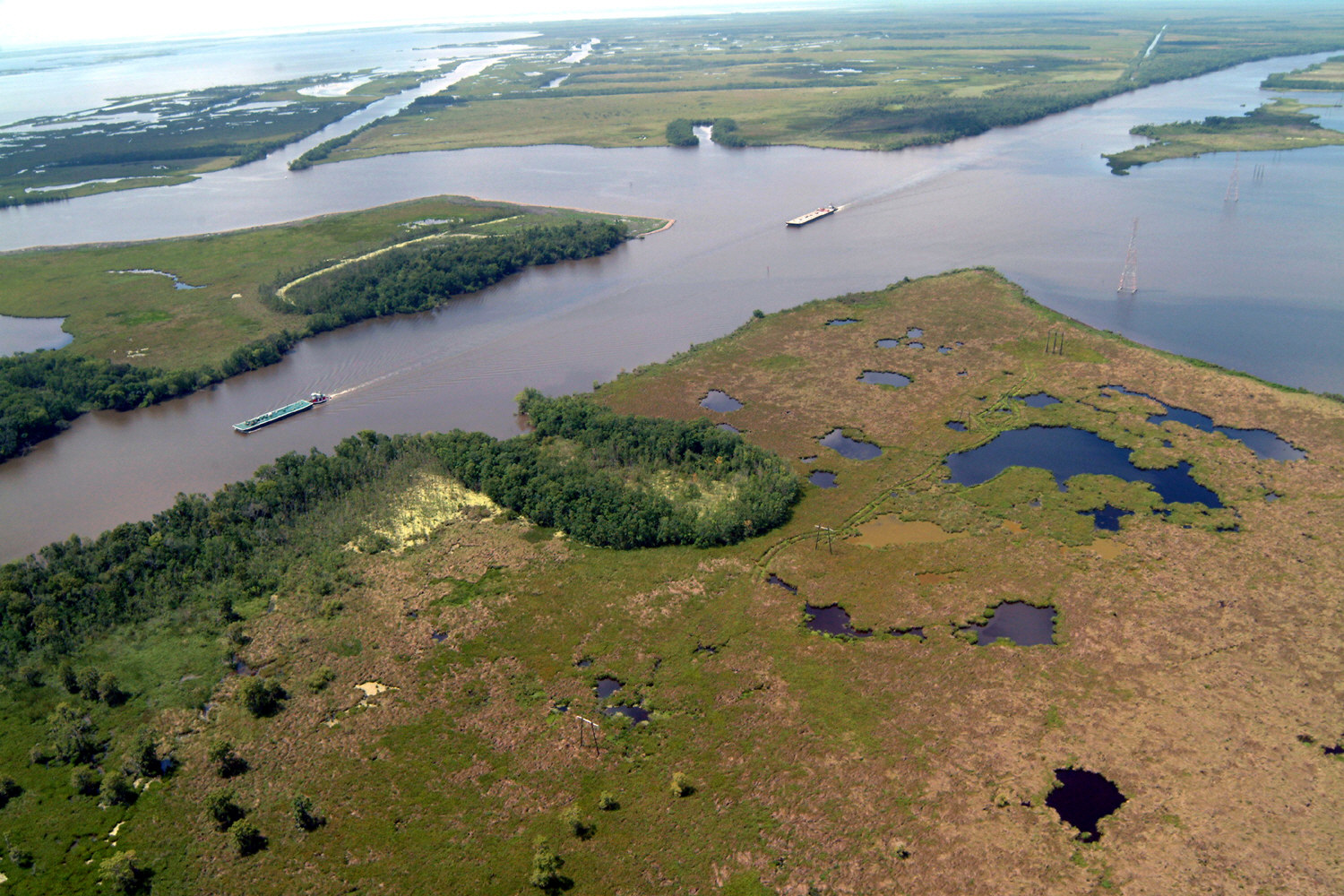
Navegación en el Gulf Intracoastal Waterway (Canal Intracostero del Golfo), donde se cruza con el Bayou Perot, en las proximidades de Nueva Orleans.

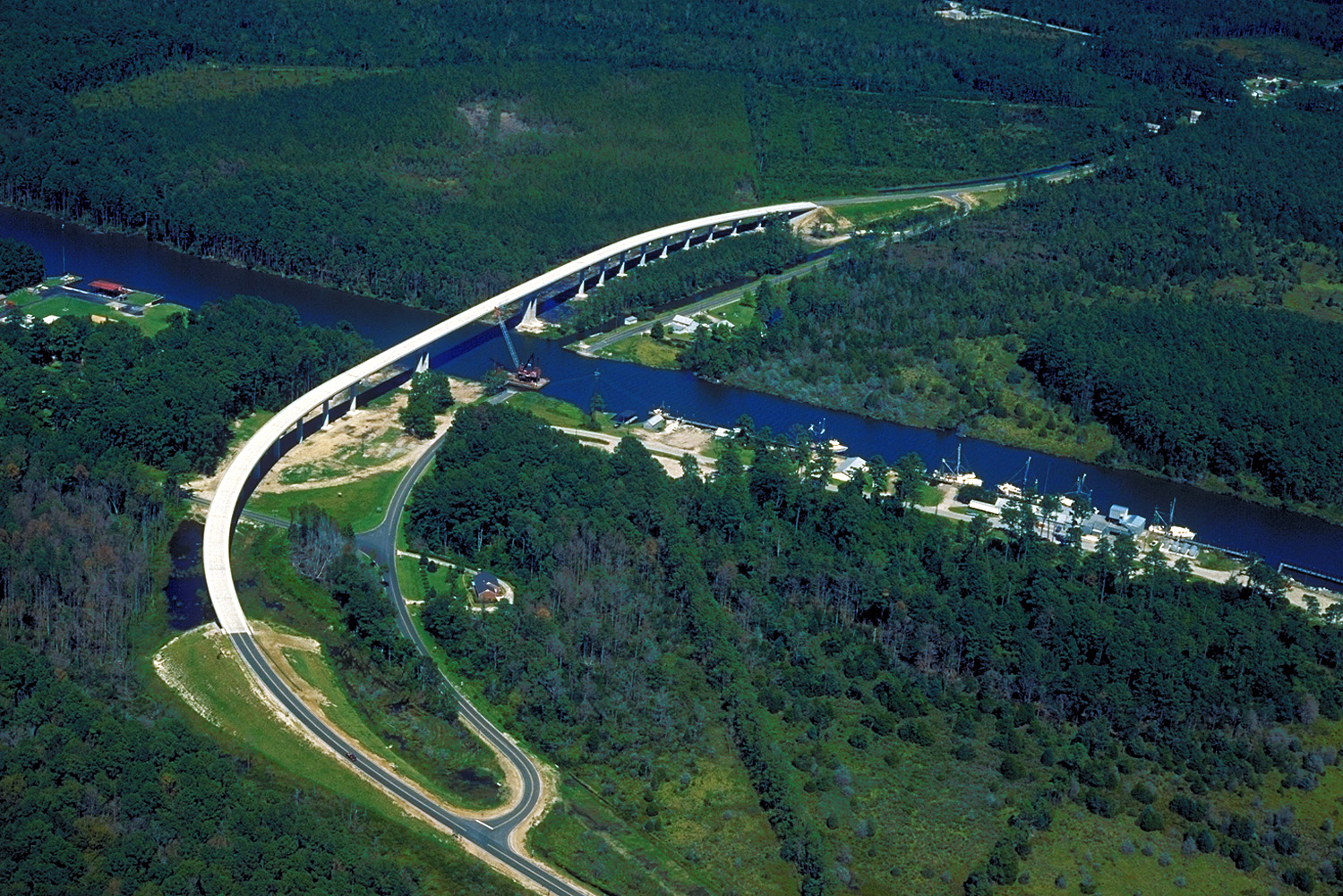
Un tramo del Canal Intracostero del Atlántico en el condado de Pamlico (Carolina del Norte). El puente Hobucken cruza la vía de navegación.

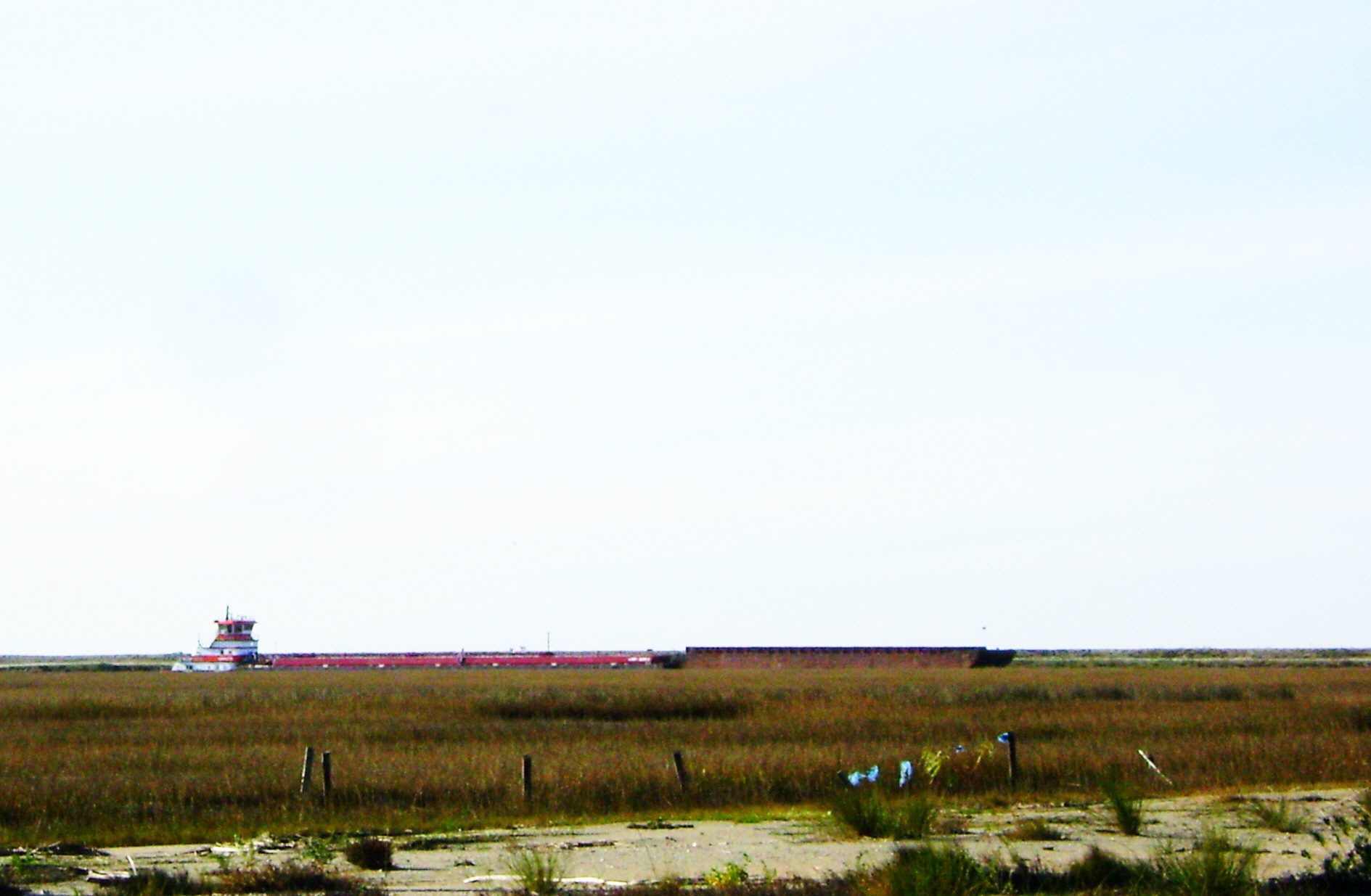
Remolcador y barcazas en el Canal Intracostero, Península Bolívar (Texas).

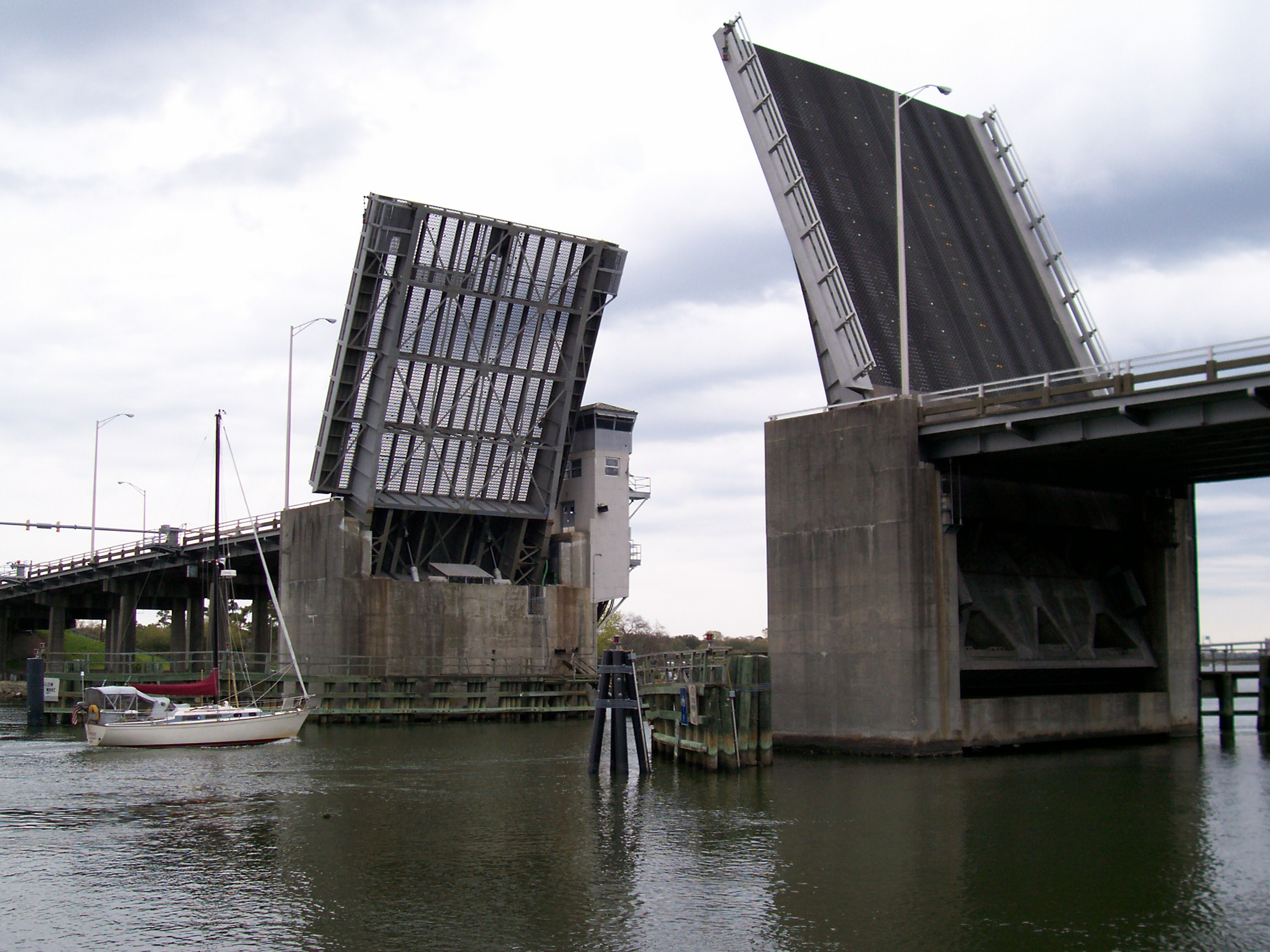
El puente basculante de Wappoo Creek, situado cerca de Charleston.

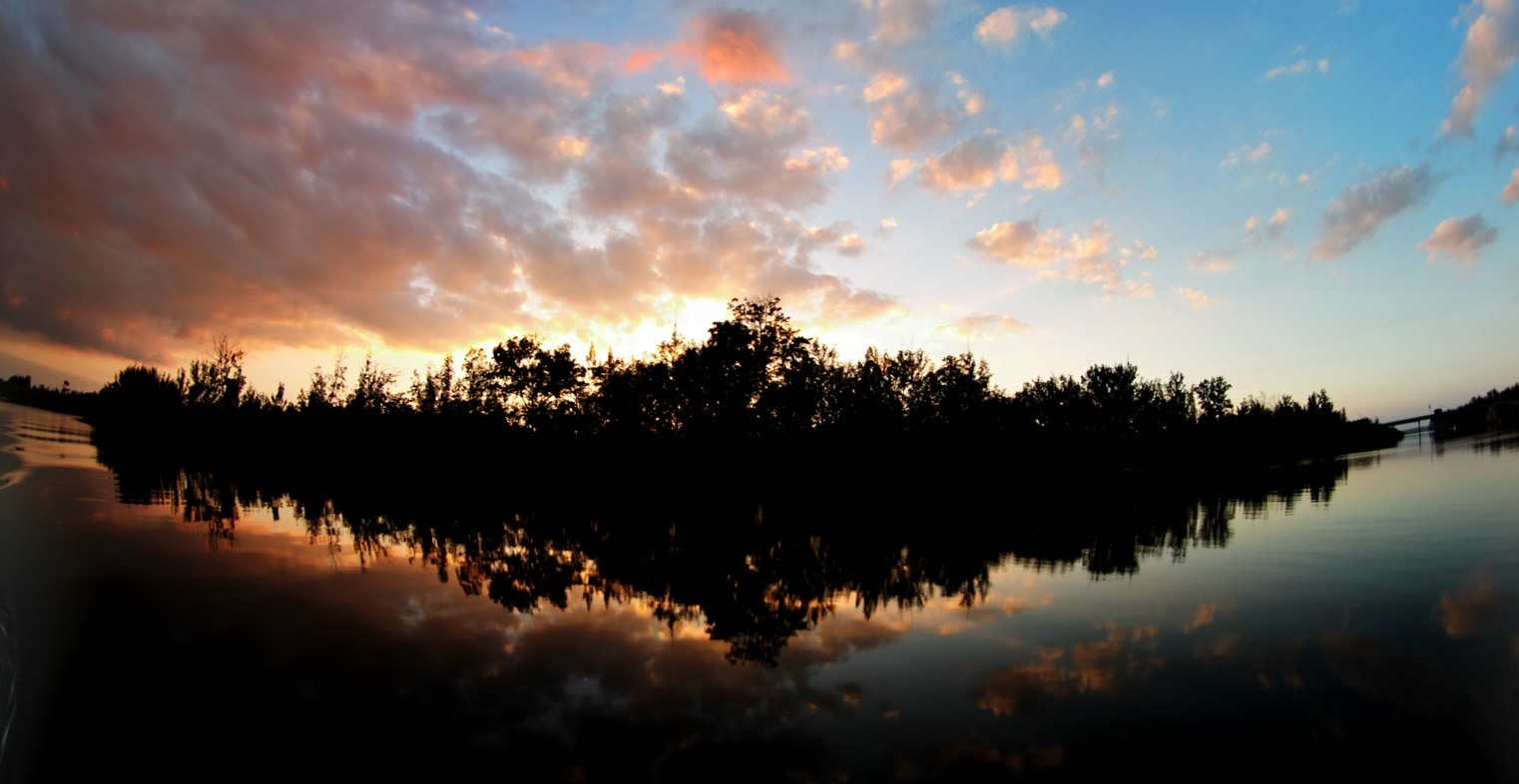
Vista del atardecer en el Canal Intracostero a su paso por Hobe Sound.

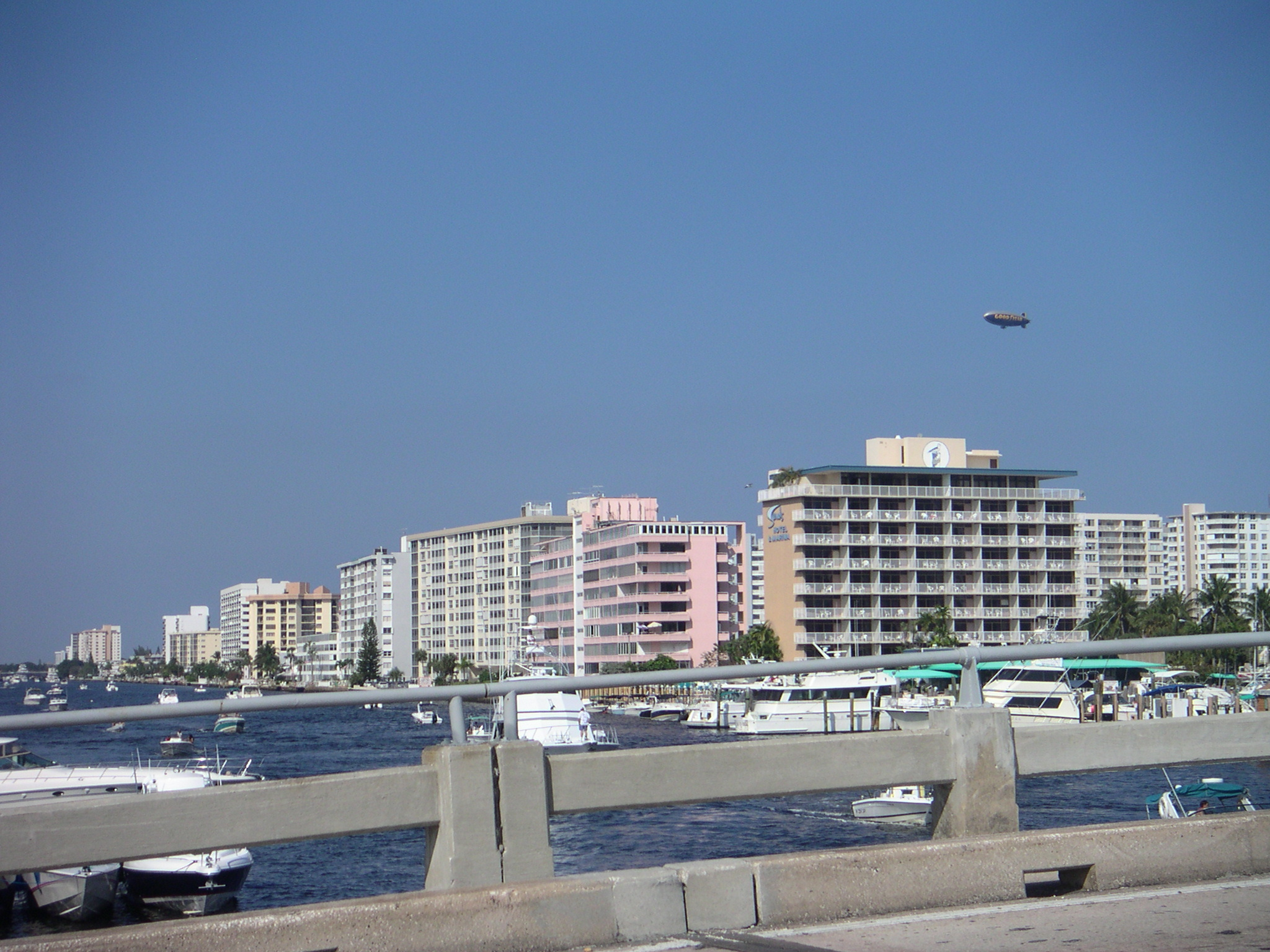
El Canal Intracostero en Pompano Beach (Florida).

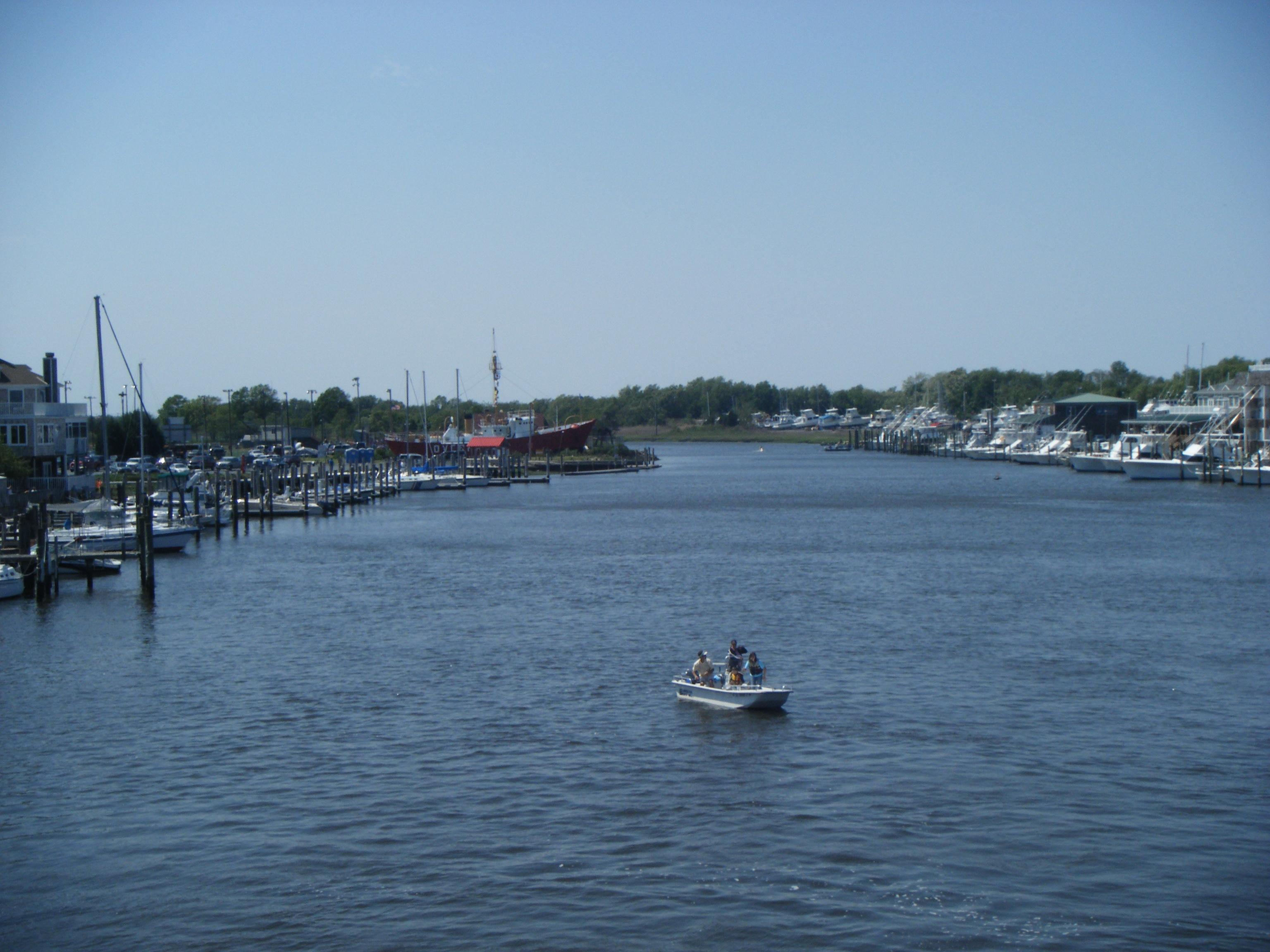
Canal de Lewes y Rehoboth, situado en Lewes (Delaware).

El Canal Intracostero del Atlántico (en inglés: Intracoastal Waterway) es una ruta de navegación de los EE. UU., de más de 4.800 km, que va desde el océano Atlántico hasta el golfo de México.
Su construcción fue autorizada por el Congreso de los Estados Unidos en el año 1919, para facilitar una ruta resguardada a las embarcaciones comerciales y los botes de recreo, siendo construido por el Cuerpo de Ingenieros del Ejército. Fue planeado originalmente para formar un canal ininterrumpido desde Nueva York hasta Brownsville, en Texas.
Nunca fue terminado a causa del entronque que se encuentra en la península de Florida, quedando separado en dos secciones. El tramo del Atlántico consiste de ríos, bahías y acueductos que van desde la península de Cabo Cod hasta la bahía de Florida, incluyendo el canal de Cabo Cod y el canal C&D.

## Cuerpos de agua naturales
El Canal Intracostero del Atlántico atraviesa los siguientes cuerpos naturales de agua:
- bahía Apalachicola
- bahía de Barnegat
- Charleston Harbor
- Charlotte Harbor
- bahía de Corpus Christi
- bahía de Galveston
- Laguna Madre
- río Misisipí
- Mississippi Sound
- bahía Mobile
- Mosquito Lagoon
- bahía de Pensacola
- bahía de Perdido
- Indian River Lagoon
- Pine Island Sound
- Port Royal Sound
- Santa Rosa Sound
- bahía Sarasota
- Saint Helena Sound
- bahía de Tampa

| Maine              | Bahía de Penobscot |
| Maine              | Bahía de Casco |
| Maine              | Golfo de Maine |
| Nuevo Hampshire    | Río Piscataqua (Su desembocadura forma el puerto de Portsmouth.) |
| Massachusetts      | Río Annisquam |
| Massachusetts      | Bahía de Massachusetts |
| Massachusetts      | Bahía de Cabo Cod |
| Massachusetts      | Canal de Cape Cod |
| Massachusetts      | bahía de Buzzards |
| Rhode Island       | Rhode Island Sound |
| Rhode Island       | Block Island Sound |
| Connecticut        | Long Island Sound |
| Nueva York         | Long Island Sound |
| Nueva York         | Río Este |
| Nueva York         | Bahía Upper New York |
| Nueva York         | The Narrows |
| Nueva York         | Bahía Lower New York |
| Nueva York         | El Sistema de Canales de Nueva York forma parte del Canal Intracostero del Atlántico |
| Nueva Jersey       | Río Manasquan |
| Nueva Jersey       | Point Pleasant Canal |
| Nueva Jersey       | Barnegat Bay |
| Nueva Jersey       | Manahawkin Bay |
| Nueva Jersey       | Little Egg Harbor |
| Nueva Jersey       | Great Bay |
| Nueva Jersey       | Little Bay |
| Nueva Jersey       | Reed's Bay |
| Nueva Jersey       | Clam Thorofare |
| Nueva Jersey       | Inside Thorofare |
| Nueva Jersey       | West Canal |
| Nueva Jersey       | Lake's Bay |
| Nueva Jersey       | Risley Channel |
| Nueva Jersey       | Great Egg Harbor |
| Nueva Jersey       | Ludlam Bay |
| Nueva Jersey       | Ludlam Thoroughfare |
| Nueva Jersey       | Townsend Channel |
| Nueva Jersey       | Ingrams Thorofare |
| Nueva Jersey       | Great Sound |
| Nueva Jersey       | Great Channel |
| Nueva Jersey       | Grassy Sound |
| Nueva Jersey       | Jarvis Sound |
| Nueva Jersey       | Cape May Canal |
| Delaware           | bahía de Delaware |
| Delaware           | Chesapeake and Delaware Canal |
| Maryland           | Chesapeake and Delaware Canal |
| Maryland           | Bahía de Chesapeake |
| Virginia           | Río James |
| Virginia           | Hampton Roads |
| Virginia           | Río Elizabeth |
| Virginia           | South Branch Elizabeth River |
| Virginia           | Canal artificial |
| Virginia           | Río North Landing |
| Carolina del Norte | Río North Landing |
| Carolina del Norte | Currituck Sound |
| Carolina del Norte | Canal artificial |
| Carolina del Norte | Great Swamp |
| Carolina del Norte | Río Norte |
| Carolina del Norte | Albemarle Sound |
| Carolina del Norte | Río Alligator |
| Carolina del Norte | Canal artificial |
| Carolina del Norte | Río Pungo |
| Carolina del Norte | Río Pamlico |
| Carolina del Norte | Arroyo Goose |
| Carolina del Norte | Canal artificial |
| Carolina del Norte | Pamlico Sound |
| Carolina del Norte | Río Neuse |
| Carolina del Norte | Arroyo Adams |
| Carolina del Norte | Canal artificial |
| Carolina del Norte | Río Newport |
| Carolina del Norte | Bogue Sound |
| Carolina del Norte | Río White Oak |
| Carolina del Norte | Nuevo río |
| Carolina del Norte | Stump Sound |
| Carolina del Norte | Topsail Sound |
| Carolina del Norte | Middle Sound |
| Carolina del Norte | Masonboro Sound |
| Carolina del Norte | Canal artificial |
| Carolina del Norte | Río Cape Fear |
| Carolina del Norte | Canal artificial |
| Carolina del Norte | Río Lockwoods Folly |
| Carolina del Norte | Canal artificial |
| Carolina del Norte | Río Shallotte |
| Carolina del Norte | Canal artificial |
| Carolina del Sur   | Little River |
| Carolina del Sur   | Pine Island Cut (canal artificial de aproximadamente 38,6 kilómetros de longitud). El Pine Island Cut es la sección artificial más larga de todo el canal. Fue la última sección del canal en terminarse y se abrió al uso el 11 de abril de 1936. |
| Carolina del Sur   | Arroyo Socastee |
| Carolina del Sur   | Río Waccamaw |
| Carolina del Sur   | Bahía de Winyah |
| Carolina del Sur   | Estherville Minim Creek Canal |
| Carolina del Sur   | North Santee River |
| Carolina del Sur   | Fourmile Creek Canal (cruza el Río Santee) |
| Carolina del Sur   | Arroyo Casino |
| Carolina del Sur   | Mathews Cut |
| Carolina del Sur   | Río Harbor |
| Carolina del Sur   | Arroyo Awendaw |
| Carolina del Sur   | Arroyo Graham |
| Carolina del Sur   | Canal artificial |
| Carolina del Sur   | Seewee Bay |
| Carolina del Sur   | Arroyo Price |
| Carolina del Sur   | Arroyo Capers |
| Carolina del Sur   | Copahee Sound |
| Carolina del Sur   | Seven Reaches |
| Carolina del Sur   | Meeting Reach |
| Carolina del Sur   | Sullivans Narrows |
| Carolina del Sur   | Arroyo Jeanette |
| Carolina del Sur   | Charleston Harbor |
| Carolina del Sur   | Arroyo Wappoo |
| Carolina del Sur   | Elliott Cut |
| Carolina del Sur   | Río Stono |
| Carolina del Sur   | Church Flats |
| Carolina del Sur   | Río Wadmalaw |
| Carolina del Sur   | Río Dawhoo |
| Carolina del Sur   | Arroyo Norte |
| Carolina del Sur   | Watts Cut |
| Carolina del Sur   | Río Edisto Sur |
| Carolina del Sur   | Fenwick Cut |
| Carolina del Sur   | Río Ashepoo |
| Carolina del Sur   | Ashepoo Coosaw Cutoff |
| Carolina del Sur   | Arroyo Rock |
| Carolina del Sur   | Ashepoo Coosaw Cutoff |
| Carolina del Sur   | Río Coosaw |
| Carolina del Sur   | Arroyo Brickyard |
| Carolina del Sur   | Río Beaufort |
| Carolina del Sur   | Port Royal Sound |
| Carolina del Sur   | Arroyo Skull |
| Carolina del Sur   | Calibogue Sound |
| Carolina del Sur   | Río Cooper (Condado de Beaufort) |
| Carolina del Sur   | Arroyo Ramshorn |
| Carolina del Sur   | Nuevo río |
| Carolina del Sur   | Watts Cut |
| Carolina del Sur   | Río Wright |
| Carolina del Sur   | Fields Cut |
| Carolina del Sur   | Río Savannah |
| Georgia            | Río Savannah |
| Georgia            | South Channel Río Savannah - USGS Feature Detail Report |
| Georgia            | Elba Island Cut - USGS Feature Detail Report |
| Georgia            | Arroyo Saint Augustine - USGS Feature Detail Report |
| Georgia            | Río Wilmington - USGS Feature Detail Report |
| Georgia            | Río Skidaway - USGS Feature Detail Report |
| Georgia            | Skidaway Narrows - USGS Feature Detail Report |
| Georgia            | Río Moon |
| Georgia            | Río Vernon - USGS Feature Detail Report |
| Georgia            | Green Island Sound - USGS Feature Detail Report |
| Georgia            | Ossabaw Sound - USGS Feature Detail Report |
| Georgia            | Hell Gate - USGS Feature Detail Report |
| Georgia            | Río Ogeechee |
| Georgia            | Florida Passage - USGS Feature Detail Report |
| Georgia            | Río Bear |
| Georgia            | Saint Catherines Sound - USGS Feature Detail Report |
| Georgia            | Río North Newport - USGS Feature Detail Report |
| Georgia            | Arroyo Johnson |
| Georgia            | Río South Newport - USGS Feature Detail Report |
| Georgia            | Sapelo Sound - USGS Feature Detail Report |
| Georgia            | Río Sapelo - USGS Feature Detail Report |
| Georgia            | Río Front - USGS Feature Detail Report |
| Georgia            | Creighton Narrows - USGS Feature Detail Report |
| Georgia            | Río Crescent - USGS Feature Detail Report |
| Georgia            | Arroyo Viejo Teakettle - USGS Feature Detail Report |
| Georgia            | Doboy Sound - USGS Feature Detail Report |
| Georgia            | Río Norte - USGS Feature Detail Report |
| Georgia            | Río Back - USGS Feature Detail Report |
| Georgia            | Río Little Mud - USGS Feature Detail Report |
| Georgia            | Altamaha Sound - USGS Feature Detail Report |
| Georgia            | Buttermilk Sound - USGS Feature Detail Report |
| Georgia            | Río Mackay - USGS Feature Detail Report |
| Georgia            | Manhead Sound - USGS Feature Detail Report |
| Georgia            | Saint Simons Sound - USGS Feature Detail Report |
| Georgia            | Río Brunswick- USGS Feature Detail Report |
| Georgia            | Arroyo Jekyll (Río Jekyll) - USGS Feature Detail Report |
| Georgia            | Jekyll Sound - USGS Feature Detail Report |
| Georgia            | St. Andrews Sound - USGS Feature Detail Report |
| Georgia            | Río Cumberland - USGS Feature Detail Report |
| Georgia            | Cumberland Dividings - USGS Feature Detail Report |
| Georgia            | Cumberland Sound - USGS Feature Detail Report |
| Florida            | Cumberland Sound (frontera estatal entre Florida y Georgia) |
| Florida            | Río Amelia |
| Florida            | Arroyo Kingsley |
| Florida            | Canal artificial |
| Florida            | Río South Amelia |
| Florida            | Canal artificial |
| Florida            | Arroyo Sawpit |
| Florida            | Gunnison Cut (artificial) |
| Florida            | Arroyo Sisters |
| Florida            | Arroyo Pablo |
| Florida            | Canal artificial |
| Florida            | Río Tolomato |
| Florida            | Canal artificial |
| Florida            | Río Tolomato |
| Florida            | Río Matanzas |
| Florida            | Canal artificial |
| Florida            | Fox Cut (artificial) |
| Florida            | Canal artificial |
| Florida            | Arroyo Smith |
| Florida            | Arroyo Halifax |
| Florida            | Río Halifax |
| Florida            | Ponce de Leon Cut (artificial) |
| Florida            | Laguna de mosquitos |
| Florida            | Río Indian |
| Florida            | Haulover Canal (artificial) |
| Florida            | Río Indian |
| Florida            | Gran bolsillo |
| Florida            | Canal artificial |
| Florida            | Lago Peck |
| Florida            | Júpiter se estrecha |
| Florida            | Hobe Sound |
| Florida            | Sonido de Júpiter |
| Florida            | Río Loxahatchee |
| Florida            | Arroyo Lago Worth |
| Florida            | Lago Worth |
| Florida            | Canal artificial |
| Florida            | Lago Rogers |
| Florida            | Lago Wyman |
| Florida            | Canal artificial? |
| Florida            | Lago Boca Raton |
| Florida            | Canal artificial (Hillsboro Canal parte del Río Hillsboro) |
| Florida            | Río Hillsboro |
| Florida            | Canal artificial |
| Florida            | Río Medio |
| Florida            | Nuevo río sonido |
| Florida            | Nuevo río |
| Florida            | Río Stranahan |
| Florida            | Canal artificial |
| Florida            | Bahía de Dumfoundling |
| Florida            | Arroyo Vizcaína |
| Florida            | Bahía Vizcaína |
| Florida            | Sonido de la tarjeta |
| Florida            | Sonido de la pequeña tarjeta |
| Florida            | Barnes Sound |
| Florida            | Arroyo de los peces |
| Florida            | Blackwater Sound |
| Florida            | Arroyo Dusenberg |
| Florida            | Cuenca de tarpon |
| Florida            | Arroyo de mero |
| Florida            | Sonido de Buttonwood |
| Florida            | Corte Baker (artificial) |
| Florida            | Bahía de Florida |

## Canales

### Principales canales de transporte
- canal Chesapeake y Delaware

### Otros canales
- canal Chesapeake and Albemarle
- canal Dismal Swamp
- canal Cape May
- canal Delaware and Raritan (Ya no está operativo ni forma parte del Canal Intracostero del Atlántico.)
- Okeechobee Waterway
- canal Point Pleasant
- canal Lewes and Rehoboth